# After School Session
After School Session är Chuck Berrys debutalbum, utgivet 1957. Chess Records hade bara gett ut en LP-skiva innan denna, ett soundtrack med blandade artister. På skivomslaget gör Berry sin berömda "duck-walk". "School Day" blev den största pophiten och nådde Billboardlistans 3:e plats, betydligt fler låtar från albumet låg på den "svarta" R&B-listan. 

## Låtlista
Alla låtar skrivna av Chuck Berry.
1. "School Days" - 2:43
2. "Deep Feeling" - 2:21
3. "Too Much Monkey Business" - 2:56
4. "Wee Wee Hours" - 3:05
5. "Roly Poly" - 2:51
6. "No Money Down" - 2:59
7. "Brown Eyed Handsome Man" - 2:19
8. "Berry Pickin'" - 2:33
9. "Together (We'll Always Be)" - 2:39
10. "Havana Moon" - 3:09
11. "Downbound Train" - 2:51
12. "Drifting Heart" - 2:50